# Helsingør
Helsingør (danese: [helsɪŋˈøɐ̯ˀ]), in italiano Elsinora o (all'inglese) Elsinore, è una città danese situata nella regione di Hovedstaden. È sede amministrativa del comune omonimo.
Il nome della località è stato reso celebre dalla tragedia Amleto di Shakespeare la cui ambientazione è stata individuata nel Castello di Kronborg.

## Geografia fisica
Helsingør si trova sulla costa nordorientale della Selandia circa 40 km a nord di Copenaghen e si affaccia sul punto più stretto dell'Øresund, il braccio di mare che separa la Danimarca dalla Svezia: sulla costa di quest'ultimo Paese la città di Helsingborg fronteggia Helsingør a circa 4 km di distanza.
Il centro abitato è circondato da foreste, molte di queste sono comprese nel parco nazionale Kongernes Nordsjælland.

## Storia
La posizione sulla costa orientale e al riparo dai venti occidentali è stato uno dei fattori che ha favorito la crescita della città a diede forte impulso l'istituzione nel 1429 del Øresundstolden e la successiva costruzione del castello di Kronborg. 
La prima menzione della città risale al 1231 nel Kong Valdemars Jordebog, una prima fortificazione venne edificata intorno al 1420 da Eric di Pomerania che vi costruì un castello chiamato Krogen oppure Ørekrog. 
Nel 1426 alla città vennero accordati i diritti di mercato e nel 1419 venne introdotto lØresundstolden, fortificazione e dazio diedero slancio al centro abitato, a questo periodo risale il centro storico con le sue strade perpendicolari e le case a graticcio. Nella stessa epoca vennero fondati tre conventi, uno di francescani, uno di domenicani e uno di carmelitani.
Nel 1523 la città venne attaccata e distrutta nel corso del conflitto tra Danimarca e Svezia. Tra il 1574 e il 1585 il castello venne in parte demolito per permetterne l'ampliamento, sia Federico II sia il suo successore Cristiano IV soggiornavano spesso nel castello di Kronborg.
In 1658, durante la Seconda guerra del nord, il castello di Kronborg fu conquistato dalle truppe svedesi che occuparono la città fino al 1660 quando il Trattato di Copenaghen pose fine al conflitto. La città venne più volte afflitta dalla peste, conseguenza degli intensi traffici commerciali, l'ultima epidemia fu nel 1710-11.
Nel XVIII secolo vi fu un periodo di declino che terminò verso la fine del secolo con la ripresa della navigazione e della crescita della popolazione. Nel 1790 fu completata anche la strada di collegamento con Copenaghen. Un nuovo periodo di declino del traffico attraverso l'Øresund si ebbe con la guerra contro l'Inghilterra iniziata nel 1807 ma dal 1820 il porto venne ingrandito portando nuova prosperità che però subì nuovamente un brusco rallentamento con l'abolizione del dazio dell'Øresund. Le navi non si fermavano più a Helsingør per il pagamento del dazio e l'avvento della navigazione a vapore rese inutile le fermate in attesa dei venti favorevoli.
Per contro l'arrivo della ferrovia e i migliori collegamenti stradali favorirono l'arrivo del turismo e l'avvio dell'industrializzazione. Vennero fondate una birreria, una fonderia, industrie meccaniche e una fabbrica di reti da pesca. Fino alla prima metà del XX secolo la popolazione crebbe e le aree residenziali si espansero anche comprendendo seconde case e infrastrutture turistiche.

## Monumenti e luoghi di interesse
L'attrazione principale della città è il Castello di Kronborg (Kronborg Slot) costruito nel XVI secolo e ristrutturato nel XVII secolo per adeguarlo ai canoni dell'architettura militare dell'epoca. Dal 2000 fa parte del Patrimonio dell'umanità dell'UNESCO.
Poco distante dal castello si trova il Museo marittimo (M/S Museet for Søfart) in una costruzione recente opera dello studio Bjarke Ingels Group.
Il centro storico della città, sviluppatosi a sud del promontorio in cui si trova il castello conserva diversi edifici medievali tra cui la chiesa Cattedrale di Sant'Olav.
Nella chiesa di Santa Maria si trova un organo monumentale del 1636.

## Vie di comunicazione

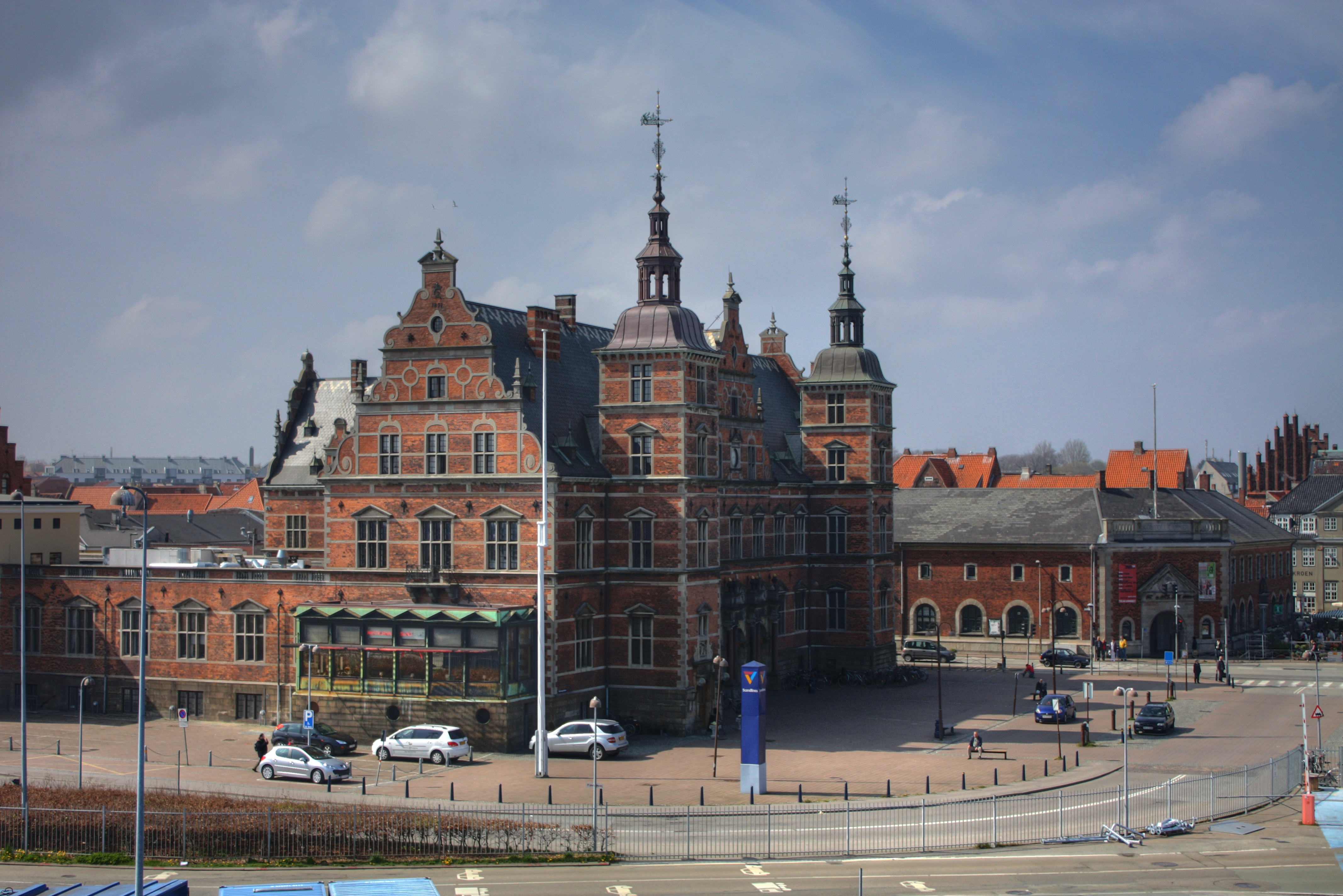
La stazione ferroviaria di Helsingør

La città di Helsingør è raggiunta dalla via di comunicazione internazionale E55, che prosegue oltre lo stretto, in Svezia; i collegamenti attraverso l'Øresund sono garantiti attraverso il transito continuo di traghetti tra la città ed Helsingborg, con mezzi della compagnia Scandlines.
La stazione ferroviaria di Helsingør è la stazione terminale della linea delle Ferrovie Statali Danesi Copenaghen-Helsingør (in danese "Kystbanen", "Linea della Costa") e delle pittoresche linee locali per Hillerød ("Lille Nord", "Piccola linea del Nord") e per Gilleleje ("Hornbækbanen").

## Geografia antropica

### Frazioni
Ne fanno parte le seguenti frazioni:
- Oversigtskort
- Helsingør
- Espergærde
- Hornbæk
- Ålsgårde
- Tikøb
- Kvistgård

## Amministrazione

### Gemellaggi
- Danzica, dal 1992[8]
- Sanremo[9]

## Sport
La squadra di calcio della città (Fodbold Club Helsingør, fondata nel 2005 a seguito della fusione delle cinque precedenti società cittadine) è stata acquistata dall'ex giocatore spagnolo Andrés Iniesta nel novembre 2024, poche settimane dopo l'annuncio del suo ritiro dal calcio giocato.